# Ilots Nicois
Ilots Nicois sind zwei kleine Eilande der Republik der Seychellen im Atoll Aldabra. Die Riffinseln  liegen südlich von Polymnie in der Lagune von Aldabra.

## Geographie
Die Inselchen liegen in der Lagune im Westen des Atolls an einem Ausläufer des Kanals Grande Passe.